# Dirceu Lopes Mendes
Dirceu Lopes Mendes, genannt Dirceu Lopes, (* 3. September 1946 in Pedro Leopoldo, Minas Gerais) ist ein ehemaliger brasilianischer Fußballspieler.

## Karriere
Er bestritt für Cruzeiro 594 Spiele und erzielte dabei 224 Tore. In seinen dreizehn Jahren als Spieler beim Cruzeiro EC, entwickelte er sich zu einem der Idole des Vereins. Seine größten Erfolge waren der Gewinn der brasilianischen Meisterschaft 1966 sowie der Copa Libertadores 1976.
Nach seiner aktiven Laufbahn war Dirceu Lopes der städtische Sportsekretär in seiner Heimatstadt Pedro Leopoldo. Er ist Ehrenpräsident des Associação Esportiva Pedro Leopoldo (AEPL), einem Verein, der an Juniorenturnieren teilnimmt und in die Ausbildung neuer Fußballstars investiert. Es unterhält auch eine Sportkolumne mit dem Titel "O Príncipe eo Jornalista", zusammen mit dem Journalisten João Paulo Costa, die wöchentlich in einer Zeitung in der Metropolregion Belo Horizonte veröffentlicht wird.
In dem Buch „O Príncipe - A Real História de Dirceu Lopes Capa comum“ aus 2018 beschrieb der Autor Pedro Blank die Geschichte Cruzeiros mit Dirceu Lopes als Hauptfigur.

## Erfolge

### Als Spieler
Nationalmannschaft
- Copa Río Branco: 1967

Cruzeiro
- Campeonato Brasileiro: 1966
- Staatspokal von Minas Gerais: 1973
- Copa Libertadores: 1976
- Staatsmeisterschaft von Minas Gerais: 1965, 1966, 1967, 1968, 1969, 1972, 1973, 1974, 1975
- Troféu Triangular de Caracas: 1970

## Auszeichnungen
- Torschützenkönig Campeonato Mineiro: 1966, 1969
- Bola de Ouro: 1971
- Bola de Prata: 1970, 1971, 1973